# Charrais
Charrais är en kommun i departementet Vienne i regionen Nouvelle-Aquitaine i västra Frankrike. Kommunen ligger i kantonen Neuville-de-Poitou som tillhör arrondissementet Poitiers. År 2018 hade Charrais 1 092 invånare.

## Befolkningsutveckling
Antalet invånare i kommunen Charrais
| Referens: INSEE |